# Happy Hairston
Harold « Happy » Hairston, né le 31 mai 1942 à Winston-Salem, en Caroline du Nord, mort le 1er mai 2001 à Los Angeles, en Californie, est un joueur américain de basket-ball. Il évolue durant sa carrière au poste d'ailier fort.

## Palmarès
- Champion NBA 1972